# Тораєвське сільське поселення
Тора́євське сільське поселення (рос. Тораевское сельское поселение) — муніципальне утворення у складі Моргауського району Чувашії, Росія. Адміністративний центр — село Тораєво.

## Склад
До складу поселення входять такі населені пункти:
| Населений пункт          | Населення, осіб (2010) |
| ------------------------ | ---------------------- |
| Анаткаси, присілок       | 364                    |
| Великі Токшики, присілок | 337                    |
| Дьомкіно, присілок       | 155                    |
| Ойкаси, присілок         | 189                    |
| Сене-Хресчен, присілок   | 36                     |
| Сюлово, присілок         | 132                    |
| Сюткюль, присілок        | 123                    |
| Сяран-Сірми, присілок    | 74                     |
| Сятракаси, присілок      | 104                    |
| Тойшево, присілок        | 207                    |
| Тораєво, село            | 132                    |